# Jeremy Fernandes
Jeremy Fernandes (Rotterdam, 14 augustus, 1995) is een Nederlandse voetballer van Kaapverdische komaf die als verdediger speelt. 

## Clubcarrière
Jeremy Fernandes kwam in de jeugd uit voor FC Dordrecht, BVV Barendrecht en de gezamenlijke opleiding van FC Den Bosch en RKC Waalwijk, Brabant United. FC Den Bosch haalde de verdediger, die bij voorkeur als centrale verdediger speelt, voor het seizoen 2015-2016 bij de selectie van het eerste elftal. Fernandes maakte zijn debuut op 21 augustus 2015 in de wedstrijd tegen FC Emmen (3-0). In deze wedstrijd gaf hij de assist bij de 1-0 van Jordy Thomassen. Fernandes tekende op 31 januari 2017 een contract tot medio 2019 bij FC Den Bosch, met een optie voor nog een jaar. In januari 2019 ging Fernandes voor FK Jelgava in Letland spelen waarmee hij de bekerfinale verloor. Een jaar later maakte hij de overstap naar RFS Riga. In februari 2021 verbond Fernandes zich aan FC Džiugas Telšiai uit Litouwen.

## Statistieken
| Seizoen                  | Club           | Land           | Competitie     | Competitie | Competitie | Beker | Beker | Totaal | Totaal |
| Seizoen                  | Club           | Land           | Competitie     | Wed.       | Dlp.       | Wed.  | Dlp.  | Wed.   | Dlp.   |
| ------------------------ | -------------- | -------------- | -------------- | ---------- | ---------- | ----- | ----- | ------ | ------ |
| 2015/16                  | FC Den Bosch   | Nederland      | Eerste divisie | 8          | 0          | 0     | 0     | 8      | 0      |
| 2016/17                  | FC Den Bosch   | Nederland      | Eerste divisie | 32         | 1          | 1     | 0     | 33     | 1      |
| Carrièretotaal           | Carrièretotaal | Carrièretotaal | Carrièretotaal | 40         | 1          | 1     | 0     | 40     | 1      |
| Bijgewerkt op 2 mei 2017 |                |                |                |            |            |       |       |        |        |